# 由井正雪之亂
由井正雪之亂（日语：／） ，是1651年4月至7月由井正雪計畫的事件，又稱由比正雪之乱、庆安之變。

## 背景
兵學家由井正雪未接受各藩及將軍家的邀請出仕，自行開設軍學塾張孔堂招收學生。
此時，第三代将军德川家光统治的江户幕府，实行严格的武斷政治。关原之战、大阪之役后，改封或減封多數大名，导致浪人数量激增；肇因鎖國政策，浪人無法如山田長政般，改往海外謀生。一些浪人放弃武士身分，转為农民和町人。另一方面，许多浪人對幕府統治越來越不滿，导致社会动荡。
1651年4月，德川家光因病去世，享年48岁。11岁的儿子德川家纲继位。正雪企圖把握幕府新舊交接不暇之際，推翻幕府，救濟浪人。依照计划，丸桥忠彌先炸毁幕府火药库，烧毁江户城[1]，在隨後攻擊馳援的老中以下的幕閣及旗本，劫持家纲为人质。同时，由正雪绑架天皇，夺取政权。
然而，因奥村八左卫门密告，计划泄露。1651年7月23日，丸桥忠彌在江户被捕。而正雪早於7月22日离开江户，7月25日抵达骏府，寄宿骏府梅屋町梅屋太郎右卫處，不知计划泄露。第二天，7月26日凌晨，遭到包围，被迫自杀。7月30日，聽聞正雪死讯的金井半兵卫在大阪自杀。8月10日，丸桥忠彌遭處以磔刑，计划流產。
中根正盛派遣與力前往各地調查幕臣中武功派與正雪的關係，特别是纪州。在正雪遺物中发现纪州藩主德川赖宣的信件，怀疑赖宣為计划主謀。然而，信件在稍後認定為伪造。赖宣虽然没有受到公開处分，但鑒於賴宣是武功派領袖，作為批评幕政的主谋，軟禁在江戶长达10年，不得返回纪州。因赖宣倒台，武功派遭到肅清。
1年後爆發承應事件，老中阿部忠秋改變政策 ，关注浪人問題，放宽末期養子禁令，鼓励各藩錄用浪人。幕府政治自武斷政治，转向以儒学治世的文治政治。

### 註腳
1. ↑  原・青木・佐々木 1987，第138頁.
2. ↑  .   [2023-06-23]. （原始内容存档于2017-04-12）.
3. ↑  .   [2023-06-23]. （原始内容存档于2020-10-08）.
4. ↑  石川 1980，第94頁.

### 文獻
- 原慶二・青木和夫・佐々木潤之介, , 読売新聞社（日本の歴史 : ジュニア版, 第3巻）, 1987-05
- 石川恒太郎, , 西田書店, 1980-10, ASIN B000J80ET0